# Erik de Zwart
Erik Louis Petrus de Zwart (Amsterdam, 16 juni 1957) is een Nederlands radio-dj en  ondernemer. Hij presenteerde lange tijd de Nederlandse Top 40 op de nationale publieke popzender Radio 3 en later op de commerciële radiozender Radio 538. Sinds januari 2023 presenteerde hij namens Omroep Max het Top 40 Hitdossier op NPO Radio 5. 
De Zwart heeft diverse mediabedrijven opgezet en/of zit in het bestuur ervan.

## Carrière
In 1978 werkt hij met Ruud Hendriks alias Rob Hudson bij Radio Unique, een kabelnet-piraat. In 1979 worden zij samen gescout voor Radio Caroline, waar beiden enige maanden werken (Erik als Paul de Wit) en daarna terugkeren bij Radio Unique. Daar merkt Veronica hem op.
De Zwart presenteert voor het publieke Veronica vanaf september 1980 op radio Hilversum 3 en televisie onder andere de Nederlandse Top 40 (invaller), Nederland Muziekland (invaller), Countdown en Music Box' Eurochart en op Hilversum 3 en vanaf 5 december 1985 op Radio 3 ook diverse programma's (waaronder Bart & de Zwart, samen met Bart van Leeuwen). Met Kees Schilperoort maakt hij tussen oktober 1986 en 31 oktober 1992 in de nacht van vrijdag op zaterdag tussen 00.00 en 02.00 uur op Radio 2 het radiospel "De Stemband". 
Hij stapt eind april 1984  over naar de TROS. Daar presenteert hij vanaf 3 mei 1984 op de befaamde TROS donderdag op Hilversum 3 onder andere de Polderpopparade en vanaf 11 oktober 1984 tot en met 21 november 1985 van 14.00 tot 18.00 uur samen met Ferry Maat de TROS Top 50 (tevens het TROS Top 50 Jaaroverzicht 1985 op 28 november 1985).
Van 5 december 1985 tot en met eind april 1986 presenteren De Zwart en Maat van 14.00 tot 18.00 uur op vanaf dan Radio 3 de Nationale Hitparade. Per eind april 1986 vertrekt De Zwart alweer, om (na de laatste uitzendingen bij de TROS op 1 mei 1986) terug te keren naar Veronica. Vanaf vrijdag 16 mei 1986 is hij weer op de volle vrijdag op Radio 3 te horen tussen 11.00 en 13.00 uur en van 22 mei 1987 tot en met 12 mei 1989 tussen 12.00 en 15.00 uur, samen met Bart van Leeuwen in de befaamde radioshow Bart & De Zwart. De Zwart volgt per 19 mei 1989 de gestopte Lex Harding op als presentator van de Nederlandse Top 40 op Radio 3. Later in de jaren negentig ‘doet’ hij, zowel bij Radio 538 als op tv bij TMF, opnieuw de Top 40. 
Na de laatste volle vrijdag van Veronica op Radio 3 op 2 oktober 1992, verhuist de Nederlandse Top 40 in verband met de nieuwe Radio 3 programmering op het tevens vernieuwde Radio 3, per 10 oktober 1992 naar de nieuwe uitzenddag zaterdag, vanaf dan tussen 14.00 en 17.00 uur. Na De Zwart zijn laatste uitzendingen op 31 oktober 1992, verruilt hij, samen met een groot deel van het Veronica Radio 3 dj-team, het publieke Veronica voor Radio 538, waarvan hij medeoprichter is (samen met Lex Harding). Ook daar presenteert hij, vanaf 18 juni 1993, de Nederlandse Top 40 en is er programmaleider, later Algemeen Directeur. In 2000 wordt hij tijdens de Marconi Awards uitgeroepen tot Radioman van het Jaar. In 2003 stapt hij over naar Talpa Radio International, een bedrijf van John de Mol. Talpa koopt Noordzee FM en Radio 10 Gold en zet ook in het buitenland zenders op (Radio 100FM in Denemarken, overname 4FM in Vlaanderen).
In 2005 verlaat De Zwart Talpa Radio International. Noordzee FM is dan inmiddels verkocht aan De Persgroep uit België (die het na de overname veranderd heeft in een Nederlandse versie van Q-music) en daarvoor in de plaats heeft Talpa Radio 538 overgenomen.
Op woensdag 1 november 2006 wordt De Zwart benoemd tot voorzitter van de Stichting Nederlandse Top 40. De vertrekkende voorzitter, Lex Harding, wordt ‘gewoon’ bestuurslid van de stichting.
In december 2007 keert De Zwart nog één keer terug naar de radio, als hij de laatste uren presenteert van de Top 1000 Allertijden van Radio Veronica en de Top 4000 van Radio 10 Gold. Hij doet dat om geld in te zamelen voor de organisatie Mayday-Mayday, die onderzoek betaalt naar kankerbestrijding. 
Op 20 maart 2008 wordt bekend dat De Zwart samen met Pim van der Kolk een platenmaatschappij heeft opgericht met de naam 21st Century Music. Op 7 april 2008 wordt de maatschappij gelanceerd.
Op 28 maart 2008 wordt bekend dat De Zwart de 'stem' van Radio Veronica zal worden. Vanaf 28 april vervangt hij Kas van Iersel, die de 'stem' wordt van Sky Radio. Een paar dagen later zegt hij dat hij uiteindelijk graag een programma op Radio Veronica zou willen. Vanaf 6 september 2008 is De Zwart elk weekeinde te horen bij Radio Veronica met het Veronica Top 40 Hitdossier op zaterdag tussen 15:00 en 18:00 uur en op zondag tussen 21:00 en 00:00 uur. Vanaf 9 februari 2009 gaat Veronica Top 40 Hitdossier horizontaal, op zaterdag en zondag tussen 15:00 en 18:00 uur.
Op 16 september 2009 ontvangt De Zwart de Marconi Oeuvre Award voor zijn inhoudelijke, politieke en commerciële verdiensten, zowel voor als achter de schermen van de Nederlandse radio.
Vanaf 28 augustus 2010 is De Zwart vijf weken te zien in de jury van het RTL 4 (Nederland) & VTM (België) programma My Name Is...
Van 20 september 2010 tot mei 2012 is De Zwart regelmatig te zien als vervanger van Albert Verlinde in het RTL 4 televisieprogramma RTL Boulevard.
Eind 2013 gaat de Stichting Nederlandse Top 40 onderzoek doen naar gesjoemel met de hitlijst. Er zijn geruchten dat artiesten hun eigen platen opkopen om zo een betere positie te verwerven in de hitlijsten. De Zwart zelf verdenkt de zangers Gordon en Gerard Joling van het opkopen van hun eigen platen.
De Zwart volgt per 1 november 2014 Niels Hoogland op als programmadirecteur van Radio Veronica. Met ingang van juni 2016 is De Zwart wekelijks op de televisiezender ONS te zien met het Top 40 Hitdossier. Hij is in december 2016 een van de deelnemers aan de eerste Nederlandse versie van The Roast of Gordon, waarin Gordon geroast wordt. In december 2016 wordt bekend dat De Zwart vertrekt bij Radio Veronica en Talpa Radio.
In 2021 nam hij deel aan het spelprogramma Wie is de Mol? en viel als tweede af. In 2022 deed De Zwart mee aan het programma Celebrity Masterchef waar hij als zesde eindigde.
Vanaf 4 december 2021 vervangt De Zwart voor onbepaalde tijd Tineke de Nooij op NPO Radio 5.  
Op 28 december 2022 nam De Zwart deel aan het televisieprogramma LEGO Masters Kerstspecial.
Het programma Top 40 Hitdossier kent per 1 januari 2023 wederom een terugkeer. Vanaf deze datum presenteert Erik de Zwart elke vrijdagavond namens Omroep MAX tussen 18.00 uur en 20.00 uur het programma op NPO Radio 5. 
In januari 2025 werd bekend dat De Zwart overstapt naar Radio 10, waar hij ieder weekeinde  Eriks Top 40 Hitdossier gaat presenteren. Ook wordt hij stationvoice van de commerciële radiozender.

## Investeringen
Sinds 2006 is De Zwart ondernemer/investeerder en in die hoedanigheid aandeelhouder/vennoot in verschillende bedrijven, waaronder:
- Mobilaria / Tunin.FM (mobiele internet radio streaming via GPRS & 3G/UMTS-netwerken en aanvullende diensten en mobiele software voor omroepen)
- Mobiele TV Nederland B.V. (platform voor televisieprogramma's op mobiele telefoons via T-DMB/T-DAB-frequenties, vanaf 2010 te exploiteren onder de naam TellyTelly)
- 21st Century Music (platenmaatschappij)
- Costa Blanca Radio "CBR" (commerciële radio-omroep voor Nederlanders en Vlamingen aan de Spaanse Costa Blanca)
- DigiPluggen: een onlinedatabase waar muzieklabels hun muziek beschikbaar stellen voor onder meer muzieksamenstellers en recensenten (officiële aankondiging door De Zwart op 14 januari 2011 tijdens Eurosonic Noorderslag).

## Trivia
- Corry Vonk, de vrouw van Wim Kan, was een oudtante van Erik (een zus van diens grootmoeder).[6]
- Op 21 januari 2000 was hij te gast in Dit was het nieuws.
- Naast zijn radiohobby is De Zwart ook een fervent treinliefhebber. Mede vanuit zijn liefde voor treinen is De Zwart voorzitter van de Stichting Mat '54 Hondekop-Vier. Deze stichting is in het bezit van treinstel 766 van het type mat '54 (beter bekend onder de bijnaam Hondekop) en het enige overgebleven NS / NMBS Benelux Hondekop treinstel, stel 220.902, dat sinds 2017 in het bezit is van de stichting en momenteel gerenoveerd wordt in Roosendaal. Door het inzamelen van gelden en het houden van donateursritten probeert deze stichting dit treinstel rijdend te houden. Verder verleent Erik de Zwart sinds 1998 zijn stem aan de animatieserie op televisie 'Thomas de stoomlocomotief'. In zijn tuin heeft hij een miniatuurrijbaan.
- Sinds 2024 is De Zwart parttime werkzaam als trambestuurder bij het GVB Amsterdam, HTM Den Haag en het Haags Openbaar Vervoer Museum.[7]